# Heapsort

Animación mostrando el funcionamiento del heapsort.

El ordenamiento por montículos (heapsort en inglés) es un algoritmo de ordenamiento no recursivo, no estable, con complejidad computacional {\displaystyle \Theta (n\log n)}.
Este algoritmo consiste en almacenar todos los elementos del vector a ordenar en un montículo (heap), y luego extraer el nodo que queda como nodo raíz del montículo (cima) en sucesivas iteraciones obteniendo el conjunto ordenado. Basa su funcionamiento en una propiedad de los montículos, por la cual, la cima contiene siempre el menor elemento (o el mayor, según se haya definido el montículo) de todos los almacenados en él. El algoritmo, después de cada extracción, recoloca en el nodo raíz o cima, la última hoja por la derecha del último nivel. Lo cual destruye la propiedad heap del árbol. Pero, a continuación realiza un proceso de "descenso" del número insertado de forma que se elige a cada movimiento el mayor de sus dos hijos, con el que se intercambia. Este intercambio, realizado sucesivamente "hunde" el nodo en el árbol restaurando la propiedad montículo del árbol y dejando paso a la siguiente extracción del nodo raíz. El heapsort introduce al diseño de algoritmos el uso de la estructura de datos conocida como heap, que no solo es útil para el algoritmo de ordenamiento en cuestión, ya que de igual manera se puede implementar en una cola de prioridad eficientemente. 
El algoritmo, en su implementación habitual, tiene dos fases. Primero una fase de construcción de un montículo a partir del conjunto de elementos de entrada, y después, una fase de extracción sucesiva de la cima del montículo. La implementación del almacén de datos en el heap, pese a ser conceptualmente un árbol, puede realizarse en un vector de forma fácil. Cada nodo tiene dos hijos y por tanto, un nodo situado en la posición i del vector, tendrá a sus hijos en las posiciones 2 x i, y 2 x i +1 suponiendo que el primer elemento del vector tiene un índice = 1. Es decir, la cima ocupa la posición inicial del vector y sus dos hijos la posición segunda y tercera, y así, sucesivamente. Por tanto, en la fase de ordenación, el intercambio ocurre entre el primer elemento del vector (la raíz o cima del árbol, que es el mayor elemento del mismo) y el último elemento del vector que es la hoja más a la derecha en el último nivel. El árbol pierde una hoja y por tanto reduce su tamaño en un elemento. El vector definitivo y ordenado, empieza a construirse por el final y termina por el principio.

## Descripción
He aquí una descripción en pseudocódigo del algoritmo. Se pueden encontrar descripciones de las operaciones insertar_en_monticulo y extraer_cima_del_monticulo en el artículo sobre montículos.
```
function
 heapsort(
array
 A[0..n]):
  
montículo
 M
  
integer
 i; // declaro variable i
  
for
 i = 0..n:
    
insertar_en_monticulo
(M, A[i])
  
for
 i = 0..n:
    A[i] = 
extraer_cima_del_monticulo
(M)
  
return
 A
```